# Фенербахче (футбольный клуб)
«Фенербахче» (тур. Fenerbahçe Spor Kulübü) — турецкий профессиональный спортивный клуб из города Стамбула, входящий в состав спортивного общества «Фенербахче». Помимо футбольного клуба, в спортивный клуб «Фенербахче» входят мужские и женские клубы по волейболу и баскетболу, секции лёгкой атлетики, бокса, гребли и парусного спорта. «Фенербахче», также неофициально известный как «Фенер», является одной из старейших и самых успешных футбольных команд в Турции, он никогда не понижался в лиге, регулярно выступает в розыгрыше Лиги чемпионов УЕФА. Клуб 19 раз становился чемпионом Суперлиги, завоевал 7 Кубков и 9 Суперкубков Турции. Домашние матчи играет на стадионе «Шюкрю Сараджоглу», вмещающем более 50 тысяч зрителей.
Наряду с «Бешикташем» и «Галатасараем» составляет так называемую большую тройку турецкого футбола. Название клуба переводится с турецкого как «Маяк в саду» и происходит от одноимённого района в Кадыкёй, в Стамбуле.
Это один из самых популярных клубов в Турции, а также самый популярный в Стамбуле и Анкаре. У клуба много фанатов в том числе за границей, на Северном Кипре, в Азербайджане и Южной Корее.

## История

### 1907—1923. Первые годы
Официально клуб был основан в 1907 году, но его корни уходят ещё в 1899 год. В конце XIX века любые спортивные и культурные общества были в Османской империи под запретом. Султан Абдул-Хамид II боялся любых объединений по интересам, считая их угрозой монархии.
В 1899 году жители района Кадыкёй решили создать команду, дав ей название «Чёрные чулки» (англ. Black stockings FC); вскоре она распалась. В 1902 году они вновь собрали команду, получившую на сей раз название Футбольный клуб «Кадыкёй», но и этой команде не суждено было стать первой в истории турецкого футбола. Третья попытка была успешной. В 1907 году в один весенний день за чайным столом Зия Сонгюлен и Энвер Неджип Аканер решили создать спортивный клуб «Фенербахче». Это спортивное общество также было создано тайно, чтобы не попасть в неприятности. Согласно законам времён султана Абдул-Хамида II, молодёжи было запрещено создавать клубы и играть в английскую игру футбол. Зия Сонгюлен был избран первым президентом клуба, Аетулла Бей стал первым генеральным секретарём клуба, а Энвер Неджип Аканер был назначен на должность капитана клуба.
Деятельность общества «Фенербахче» находилась на нелегальном положении до реформы 1908 года, когда все футбольные клубы были официально зарегистрированы на законных основаниях. Клуб стал базироваться на улице Бесбьюик в Моде, Кадыкёй. Изначально цветами команды были жёлтый и белый, но в 1909 году их сменили на жёлтый и тёмно-синий, под которыми клуб выступает до нынешних дней. «Фенербахче» вступил в Стамбульскую лигу в 1909 году, заняв в первый год соревнований пятое место.

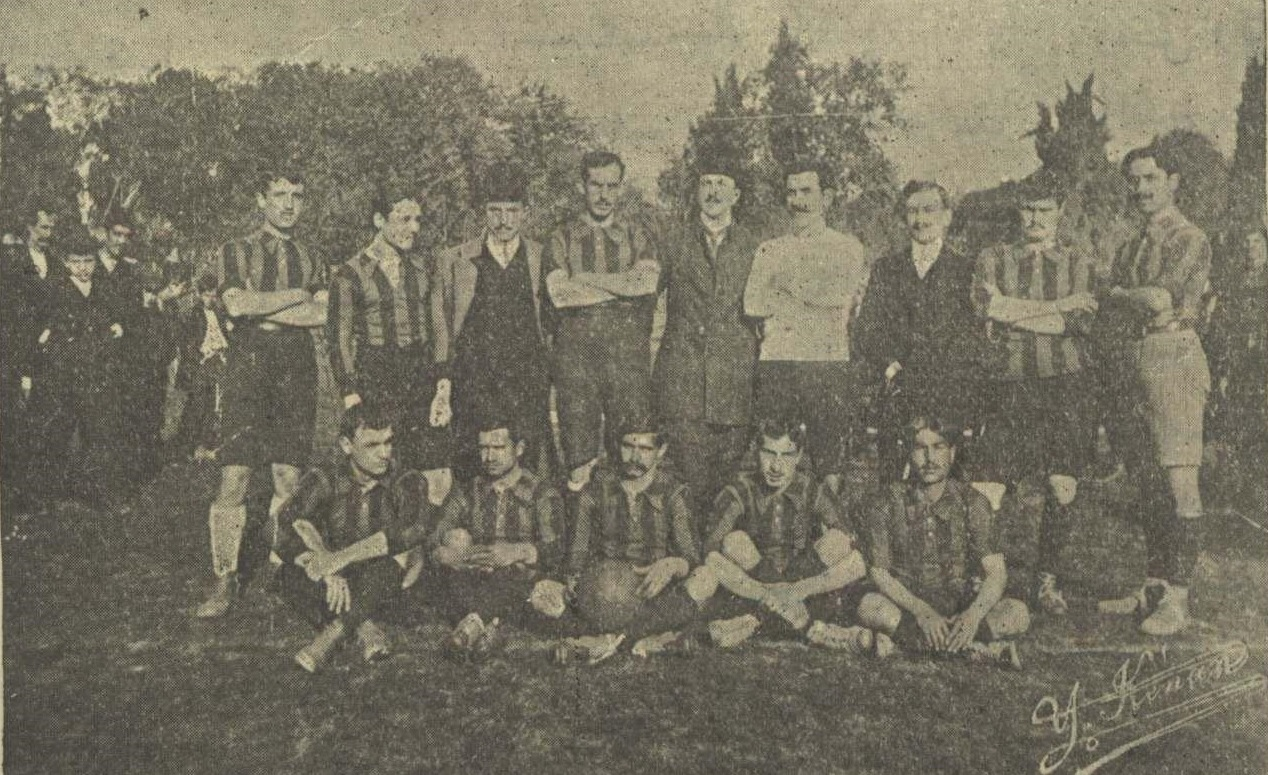
«Фенербахче» в 1907 году

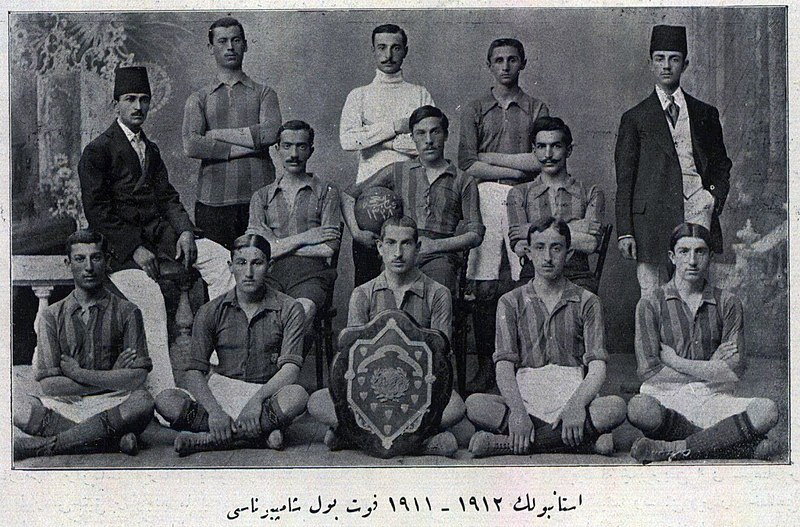
«Фенербахче» в 1912 году

Следующие 2 года для клуба были очень тяжёлыми и была угроза распада. Но член команды Элкатипзаде Мустафа помог клубу и команда продолжила выступать в разных лигах Стамбула. Команда набирала игроков из школы Кадыкёя и колледжа Роберта и Сент-Джозеф. В 1911 году молодая команда впервые стала чемпионом Футбольной Лиги Стамбула не проиграв ни одной игры. В 1912—1913 годах из-за Балканской войны лига не проводилась, а в 1914 и 1915 года команда снова без единого поражения стала чемпионом. Клуб выиграл также проводимый в 1914 году чемпионат Молодых команд и была награждена англичанами историческим кубком как команда выигравшая самое большое количество турниров за последние 10 лет.
Впоследствии, с 1918 по 1923 год «Фенербахче» играл против сотрудников Королевского военно-морского флота, который оккупировал Стамбул во время Турецкой войны за независимость. Некоторые британские солдаты формировали свои футбольные команды в Турции, которые имели особые названия, как «Эссекс Инжинирз» (англ. Essex Engineers), «Айриш Гардс» (англ. Irish Guards), «Гренадерз» (англ. Grenadiers) и «Артиллери» (англ. Artillery). Эти команды играли друг против друга и против местных футбольных клубов Стамбула. «Фенербахче» одерживал победы во многих из этих матчей. В частности, в 1923 году клуб победил со счётом 2:1 в матче за кубок генерала Харингтона против британской команды, собранной Чарльзом Харингтоном из солдат и профессиональных игроков.

### 1923—1958
Основатель Турецкой Республики Мустафа Кемаль Ататюрк был ярым болельщиком «канареек». 10 августа 1928 года во время матча «Фенербахче» — «Галатасарай» в Кубке Гази (3:3) Ататюрк сидел рядом с тремя болельщиками «Галатасарая» и двумя поклонниками «Фенербахче», во время матча он произнёс следующее: «Нас здесь равное количество, три на три, потому что я тоже болельщик „Фенербахче“». 5 июня 1932 года штаб-квартира клуба сгорела дотла, и первая материальная помощь пришла именно от Ататюрка.
В 1923 году после появления Республики была создана Турецкая футбольная федерация. Футбольная федерация стала организовывать региональные лиги в других городах. Позже турецкие футбольные чиновники стали объединять клубы в рамках одной лиги. Так в 1936 появилась Турецкая Национальная Лига (тур. Milli Küme), которую «Фенербахче» выигрывал 6 раз (1937, 1940, 1943, 1945, 1946, 1950) из 11 возможных.

### 1959—2000
В 1959 году Турецкая федерация футбола основала Национальную лигу, которая получила название Суперлига. «Фенербахче» выиграл первый турнир, победив «Галатасарай» 4:1 на выезде. В следующем году, «Фенербахче» впервые в своей истории принимал участие в Кубке европейских чемпионов. В квалификационном раунде «канарейки» одолели венгерский «Чепель» (1:1, 3:2). Но уже в первом раунде команда после ничейного результата (2:1, 1:2) в переигровке была разгромлена французской «Ниццей» 1:5.
«Фенербахче» стал самым успешным турецким клубом в 1960-х, выиграв пять из десяти чемпионатов. В 1967 году «Фенербахче» стал первым клубом, который выиграл Балканский кубок (турнир для клубов из Албании, Болгарии, Греции, Румынии, Турции и Югославии, который существовал с сезона 1960/61 по сезон 1993/94), одолев в финале в трёх матчах греческий АЕК (1:0, 1:2 и 3:1). Этот успех оставался единственным до 1992 года, пока другой стамбульский клуб «Сарыер» снова не выиграл этот трофей.

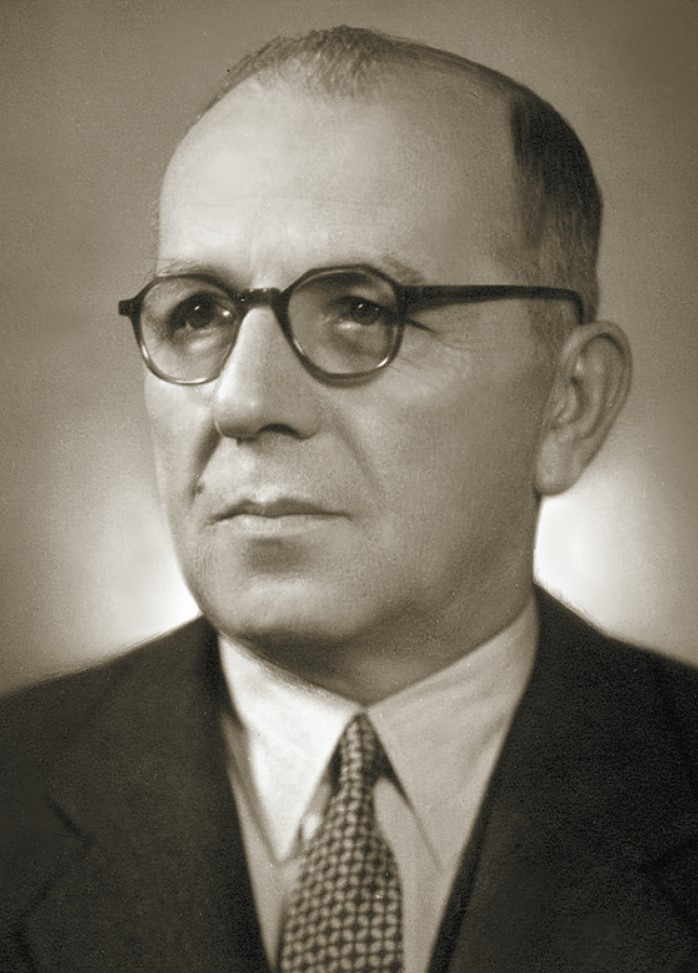
Шюкрю Сараджоглу, занимавший пост президента «Фенербахче» в течение 16 лет. Его имя было присвоено домашней арене клуба

В 1970-х годах «Фенербахче» ещё четыре раза становился чемпионом. Тогда же впервые в борьбу за чемпионство в «большую тройку» («Фенербахче», «Бешикташ» и «Галатасарай») добавился новый клуб — «Трабзонспор», который во второй половине 70-х годов стал сильнейшим клубом страны. «Фенербахче» же начал сдавать позиции: едва не покинул чемпионат в сезоне 1980/81 (в плотной турнирной борьбе заняв своё низшее в турецких лигах место — 10-е) и выиграл только три чемпионата в 1980-х. После чего в течение 1990-х в Турции доминировали «Галатасарай» и «Бешикташ», выиграв девять из десяти чемпионатов. «Фенербахче» удалось выиграть чемпионат только раз в сезоне 1995/96 под управлением опытного бразильского тренера Карлоса Альберто Паррейры.

### С 2001 года
В следующий раз «Фенербахче» выиграл чемпионат в 2001 году, вырвав у «Галатасарая» пятый титул. В дальнейшем дела у «Фенербахче» пошли не так хорошо, закончив сезон 2001/02 на втором месте с легендарным Ортегой в составе, в следующем году команда заняла 6-е место и не попала в еврокубки. Несмотря на это, сезон стал памятным для многих болельщиков «Фенербахче» благодаря победе 6:0 над «Галатасараем» на родном стадионе «Шюкрю Сараджоглу» 6 ноября 2002 года.
После ужасного сезона «Фенербахче» нанял немецкого тренера — Кристофа Даума. Даум, ранее занимаясь тренерской работой в Турции, выигрывал чемпионат с «Бешикташем» в сезоне 1994/95. Кроме известного тренера, «Фенербахче» купил и новых сильных игроков, в том числе Пьера ван Хойдонка, Мехмета Аурелио, и Фабио Лусиано. Эти новые игроки привели «Фенербахче» к их пятнадцатому званию и третьей звезде на гербе (одна из которых присуждается за каждые 5 титулов). Следующий год был неудачным, они пропустили на первое место «Трабзонспор», но затем выиграли шестнадцатый турецкий титул. В сезоне 2005/06 «Фенербахче» потерял титул в последнем туре, пропустив «Галатасарай». «Фенербахче» необходимо было победить, но вместо этого они сыграли вничью с «Денизлиспором» 1:1, а «Галатасарай» победил со счётом 3:0 «Кайсериспор».

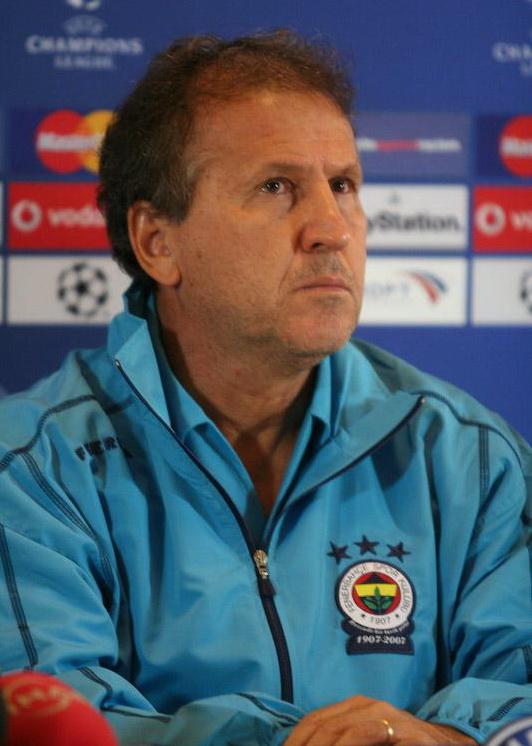
Во время работы в «Фенербахче», Зико достиг лучшего результата в истории клуба — четвертьфинал Лиги чемпионов в 2008 году.

Вскоре после этого Кристоф Даум был снят с поста тренера и заменен бразильцем Зико 4 июля 2006 года. Он начал свою работу, подписав двух новых защитников из своего бразильского чемпионата, — уругвайца Диего Лугано и бразильца Эду Драсена. Зико также подписал двух нападающих, игрока сборной Сербии Матея Кежмана и бразильца Дейвида. Внутренний сезон 2006/07 «Фенербахче» начал с победы над «Ерджиесспором» 6:0. В 32-м туре Суперлиги, за два матча до завершения турнира, «Фенербахче» сыграл вничью с «Трабзонспором» 2:2, в то время как «Бешикташ» проиграл «Бурсаспору» 0:3. В результате этого «Фенербахче» выиграл семнадцатый турецкий титул, что стало национальным рекордом.

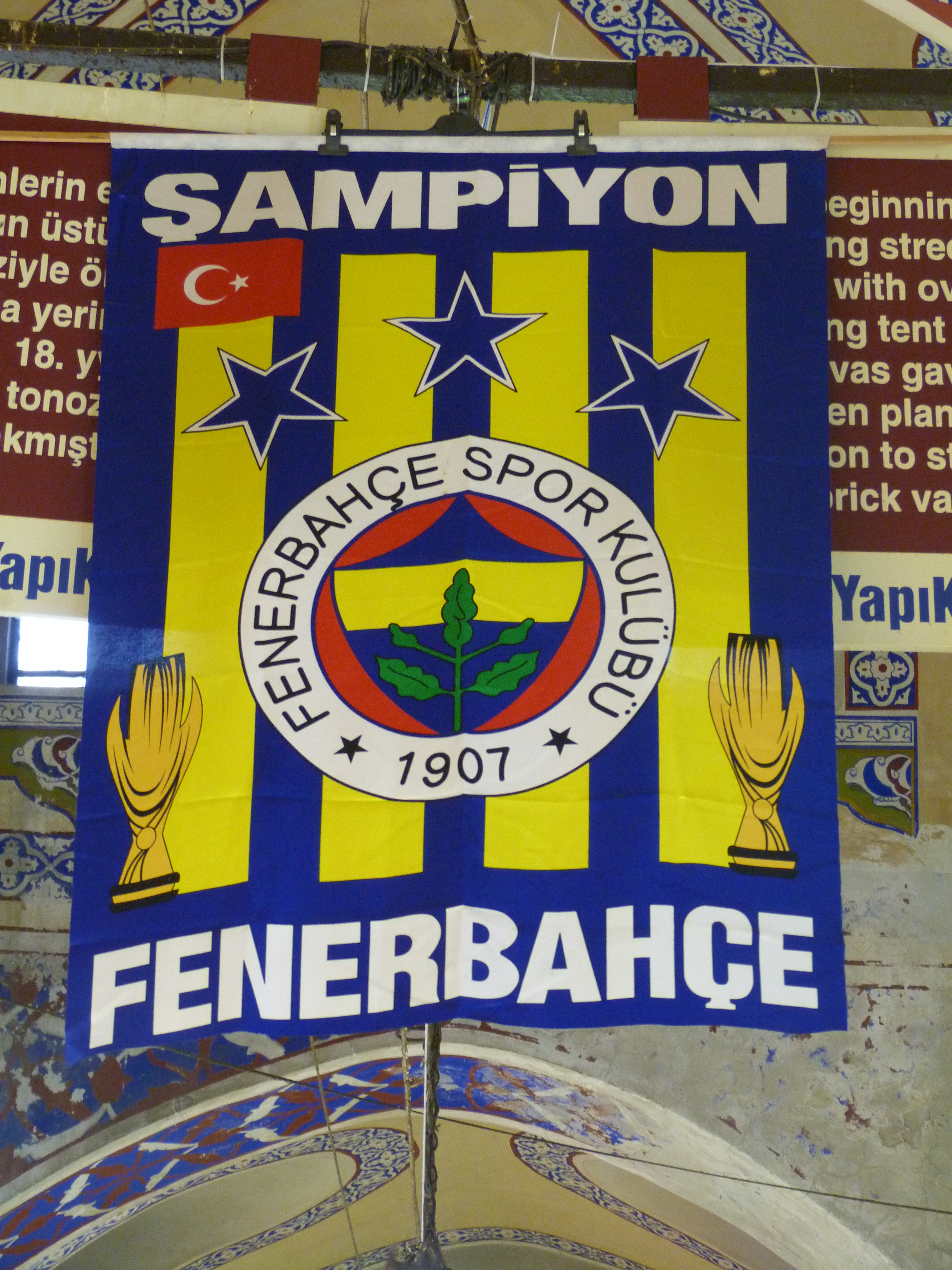
Баннер в честь победы «Фенербахче» в чемпионате Турции в 2014 году.

«Фенербахче» начал сезон 2007/08 подписав бразильскую звезду Роберто Карлоса, перешедшего бесплатно, после того как его контракт с «Реалом» не был продлён. Также в клубе появились молодые игроки, в частности турки Гёкхан Гёнюл, Ясин Чакмак, Ильхан Парлак, Али Билгин, турецко-английский нападающий Казим-Ричардс, турецко-бразильский левый защитник Гекчек Ведерсон, которые присоединились к «Фенербахче» в начале сезона и чилийский капитан Клаудио Мальдонадо, который присоединился к команде в январе 2008 года. В том году, под управлением Зико, «Фенербахче» впервые в истории клуба вышел из группы в Лиге чемпионов, где победил «Севилью» став четвертьфиналистом турнира. До сих пор этот результат остается самым успешным для команды на европейской арене. В марте 2008 года «Фенербахче» был принят в Guinness World Records Menagement Team, которая предусматривает, что «Фенербахче» имеет наибольшее количество трофейных медалей и достижений на планете, в общей сложности 1134 кубка и медалей.
После успешной игры в местной лиге и в международных матчах Зико получил новый псевдоним от болельщиков «Фенербахче»: «Kral Arthur» (означает «Король Артур» на турецком языке). А для команды прозвище «Король Артур и его рыцари».
«Фенербахче» был исключён из Лиги чемпионов 2011/12, поскольку был доказан факт некоторых договорных матчей с его участием, также он мог быть переведён в Первую лигу, чтобы навести порядок в клубе, но Турецкая федерация футбола отказалась это сделать. На следующий год клуб начал выступление в Лиге чемпионов 2012/13, но не пробился в групповой этап (по сумме двух матчей проиграв московскому «Спартаку»), и дошёл до полуфинала Лиги Европы, где уступил будущему финалисту турнира — «Бенфике». Летом 2013 года УЕФА снова отстранил «Фенербахче» от участия в еврокубках на срок в два года с возможностью продления на год. Поэтому, несмотря на победу в чемпионате сезона 2013/14, клуб остался без евротурнира. К моменту возвращения клуба в еврокубки в сезоне 2015/16 был приглашен португальский тренер Витор Перейра и подписаны контракты с новыми игроками мирового уровня — Симоном Кьером, Нани и Робином ван Перси. Однако клуб не смог одолеть «Шахтёр» в третьем квалификационном раунде Лиги Чемпионов (0:0; 0:3) и продолжил свой еврокубковый путь в Лиге Европы матчем против «Атромитос». Под руководством португальца стамбульская команда заняла второе место в чемпионате Турции, пропустив вперёд «Бешикташ», а также проиграла в финале Кубка страны ещё одному принципиальному сопернику из Стамбула — «Галатасараю». 11 августа 2016 года клуб расторг контракт с Перейрой и его тренерским штабом. Причиной увольнения назывался вылет в третьем квалификационном раунде Лиги чемпионов от «Монако». Вскоре руководство «Фенера» выступило с официальным заявлением, из которого следует, что Витор Перейра самовольно покинул расположение клуба вместе со своими помощниками.
««Фенербахче» пытался убедить тренера вернуться в Турцию, однако тот не отвечал на сообщения. В связи с этим клуб получил право на расторжение контракта в одностороннем порядке и им воспользовался.».
16 августа 2016 года «Фенербахче» объявил о назначении Дика Адвоката. Соглашение голландского специалиста с турецким клубом рассчитано на один год.

## Форма и эмблема

### Домашняя
| 1907—1909 | 1909—1921 | 1921—1926 | 1926—1948 | 1948—1950 | 1950—1977 | 1977—1997 | 1996—2000 | 2000—2003 | 2004/05 | 2005/06 |
| 2006/07   | 2007/08   | 2008/09   | 2009/10   | 2010/11   | 2011/12   | 2012/13   | 2013/14   | 2014/15   | 2015/16 | 2016/17 |
| 2017/18   | 2018/19   | 2019/20   | 2020/21   | 2021/22   | 2022/23   | 2023/24   | 2024/25   | 2025/26   |         |         |

### Гостевая
| 2004/05 | 2005/06 | 2006/07 | 2007/08 | 2008/09 | 2009/10 | 2010/11 | 2011/12 | 2012/13 | 2013/14 | 2014/15 |
| 2015/16 | 2016/17 | 2017/18 | 2018/19 | 2019/20 | 2020/21 | 2021/22 | 2022/23 | 2023/24 | 2024/25 | 2025/26 |

### Резервная
| 2004/05 | 2005/06 | 2006/07 | 2007/08 | 2008/09 | 2009/10 | 2010/11 | 2011/12 | 2012/13 | 2013/14 | 2014/15 |
| 2015/16 | 2016/17 | 2017/18 | 2018/19 | 2019/20 | 2020/21 | 2021/22 | 2022/23 | 2023/24 | 2024/25 | 2025/26 |

Источники:,
Маяк, расположенный на мысе Фенербахче имел большое влияние на дизайн первой эмблемы клуба, в которой использовались жёлтый и белый цвета нарциссов, которые росли вокруг маяка. Форма также была разработана с жёлтыми и белыми полосами.

Эмблема и цвета клуба были изменены в 1910 году, когда Хикмет Топузер изменил цвет на жёлтый и тёмно-синий, которые можно увидеть и сегодня.

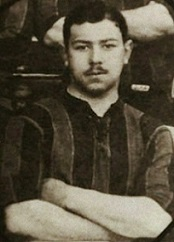
Хикмет Топузер с разработанным им гербом «Фенербахче»

Сам Топузер описывает историю эмблемы клуба так: «После смены цветов нашего клуба трудно было создать герб, в котором бы фигурировали все наши цвета. Мои друзья доверили эту сложную работу мне. Во-первых, я постарался изобразить на гербе цвета нашего национального флага — красный и белый. Затем в центре на щите были размещены жёлтый цвет и тёмно-синий. Я написал имя клуба и дату основания на белом фоне. В каждый оттенок я вложил определённый смысл. Дизайн понравился моим друзьям. Проект сразу же полюбили мои друзья, и эскизы были направлены дизайнеру Тевфику Хаккари, который в то время находился в Германии».

После создания нового турецкого алфавита 1928 году, дизайн был оставлен, но название клуба на эмблеме было изменено на «Fenerbahçe Spor Kulübü 1907».

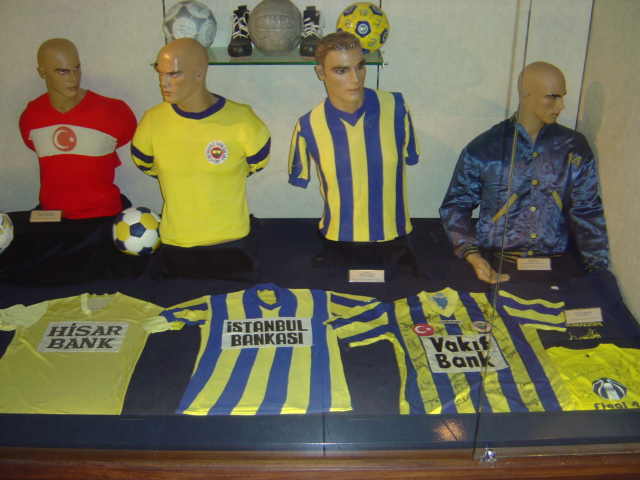
Бывшие клубные формы

До сих пор цветами формы остаются жёлто-синие, а на гербовом щите «Фенербахче» изображены пять разных цветов. Белый означает чистоту и раскрытое сердце, красный — любовь и преданность клубу, а также турецкий флаг, жёлтый — зависть конкурентов, тёмно-синий — благородство. Лист дуба, изображенный этаж синей и жёлтой секций, символизирует мощь и силу членов «Фенербахче», зелёный цвет листа отражает успехи стамбульского клуба.

### Спонсоры
14 августа 2015 года «Фенербахче» заключил однолетний спонсорский контракт с российской интернет-компанией «Яндекс». Согласно договору между сторонами, надпись Yandex будет занимать место титульного спонсора на форме на всех матчах чемпионата Турции сезона 2015/2016.
| Годы       | Производители формы | Спонсоры                    |
| ---------- | ------------------- | --------------------------- |
| 1977—1978  | без производителя   | Pereja                      |
| 1978—1980  | без производителя   | без спонсора                |
| 1980—1982  | без производителя   | Banker Kastelli             |
| 1982—1983  | без производителя   | Hisar Bank                  |
| 1983—1984  | без производителя   | İstanbul Bankası            |
| 1984—1985  | Adidas              | Turkish Bank                |
| 1985—1987  | Güner               | Turkish Bank                |
| 1987—1988  | Güner               | Tamek                       |
| 1988—1989  | Adidas              | Emlak Bankası               |
| 1989—1996  | Adidas              | Ziraat Bankası              |
| 1996—1997  | Adidas              | VakıfBank                   |
| 1997—1998  | Adidas              | Ziraat Bankası              |
| 1998—1999  | Adidas              | Rifle/Proton 5x5            |
| 1999—2000  | Adidas              | Proton 5x5                  |
| 2000—2002  | Fenerium            | Telsim                      |
| 2002—2004  | Fenerium            | Aria                        |
| 2004—2012  | Adidas              | Avea                        |
| 2012—2014  | Adidas              | Turk Telekom                |
| 2014—2015  | Adidas              | без спонсора                |
| 2015—2016  | Adidas              | Яндекс/Turkish Airlines     |
| 2016—н. в. | Adidas              | Nesine.com/Borajet Airlines |

1. 1 2  Спонсор в европейских турнирах

## Достижения

### Национальные
- Турецкая Суперлига:
  - Чемпион (19): 1959, 1960/61, 1963/64, 1964/65, 1967/68, 1969/70, 1973/74, 1974/75, 1977/78, 1982/83, 1984/85, 1988/89, 1995/96, 2000/01, 2003/04, 2004/05, 2006/07, 2010/11, 2013/14
  - Вице-чемпион (26): 1959/60, 1961/62, 1966/67, 1970/71, 1972/73, 1975/76, 1976/77, 1979/80, 1983/84, 1989/90, 1991/92, 1993/94, 1997/98, 2001/02, 2005/06, 2007/08, 2009/10, 2011/12, 2012/13, 2014/15, 2015/16, 2017/18, 2021/22, 2022/23, 2023/24, 2024/25
- Кубок Турции:
  - Обладатель (7): 1967/68, 1973/74, 1978/79, 1982/83, 2011/12, 2012/13, 2022/23
  - Финалист (11): 1962/63, 1964/65, 1988/89, 1995/96, 2000/01, 2004/05, 2005/06, 2008/09, 2009/10, 2015/16, 2017/18
- Суперкубок Турции:
  - Обладатель (9): 1968, 1973, 1975, 1984, 1985, 1990, 2007, 2009, 2014

### Международные
- Лига чемпионов УЕФА
  - Четвертьфинал: 2008
- Лига Европы УЕФА
  - Полуфинал: 2013
- Кубок обладателей кубков УЕФА
  - Четвертьфинал: 1964
- Балканский Кубок
  - Обладатель: 1967

### Другие достижения
- Стамбульская лига
  - Чемпион (15): 1911/12, 1913/14, 1920/21, 1922/23, 1929/30, 1932/33, 1934/35, 1935/36, 1936/37, 1943/44, 1946/47, 1947/48, 1952/53, 1956/57, 1958/59 (рекорд)
- Кубок Стамбула:
  - Обладатель (4): 1930, 1934, 1938, 1939 (рекорд)
- Кубок премьер-министра Турции:
  -  Обладатель (8): 1945, 1946, 1950, 1973, 1980, 1989, 1993, 1998 (рекорд)
- Кубок Ататюрка
  - Обладатель (2): 1964, 1998 (рекорд)
- Кубок TSYD:
  - Обладатель (12): 1969, 1973, 1975, 1976, 1978, 1979, 1980, 1982, 1985, 1986, 1994, 1995 (рекорд)

## Выступления в Европе
| Сезон   | Соревнование          | Раунд          | Соперник          | Дома           | В гостях       | Результат    |  |
| ------- | --------------------- | -------------- | ----------------- | -------------- | -------------- | ------------ |  |
| 2021/22 | Лига Европы УЕФА      | Раунд плей-офф | ХИК               | 1:0            | 5:2            | 6:2          |  |
| 2021/22 | Лига Европы УЕФА      | Группа D       | Олимпиакос        | 0:3            | 0:1            | 3-е место    |  |
| 2021/22 | Лига Европы УЕФА      | Группа D       | Айнтрахт          | 1:1            | 1:1            | 3-е место    |  |
| 2021/22 | Лига Европы УЕФА      | Группа D       | Антверпен         | 2:2            | 3:0            | 3-е место    |  |
| 2021/22 | Лига конференций УЕФА | Стыковые матчи | Славия            | 2:3            | 2:3            | 4:6          |  |
| 2022/23 | Лига чемпионов УЕФА   | 2-й КР         | Динамо            | 1:2 (доп. вр.) | 0:0            | 1:2          |  |
| 2022/23 | Лига Европы УЕФА      | 3-й КР         | Словацко          | 3:0            | 1:1            | 4:1          |  |
| 2022/23 | Лига Европы УЕФА      | Раунд плей-офф | Аустрия           | 4:1            | 0:2            | 6:1          |  |
| 2022/23 | Лига Европы УЕФА      | Группа B       | Динамо            | 2:1            | 2:0            | 1-е место    |  |
| 2022/23 | Лига Европы УЕФА      | Группа B       | Ренн              | 3:3            | 2:2            | 1-е место    |  |
| 2022/23 | Лига Европы УЕФА      | Группа B       | АЕК               | 2:0            | 2:1            | 1-е место    |  |
| 2022/23 | Лига Европы УЕФА      | 1/8 финала     | Севилья           | 1:0            | 0:2            | 1:2          |  |
| 2023/24 | Лига конференций УЕФА | 2-й КР         | Зимбру            | 5:0            | 4:0            | 9:0          |  |
| 2023/24 | Лига конференций УЕФА | 3-й КР         | Марибор           | 3:1            | 3:0            | 6:1          |  |
| 2023/24 | Лига конференций УЕФА | Раунд плей-офф | Твенте            | 5:1            | 1:0            | 6:1          |  |
| 2023/24 | Лига конференций УЕФА | Группа H       | Лудогорец         | 3:1            | 0:2            | 1-е место    |  |
| 2023/24 | Лига конференций УЕФА | Группа H       | Норшелланн        | 3:1            | 1:6            | 1-е место    |  |
| 2023/24 | Лига конференций УЕФА | Группа H       | Спартак (Трнава)  | 4:0            | 2:1            | 1-е место    |  |
| 2023/24 | Лига конференций УЕФА | 1/8 финала     | Юнион             | 0:1            | 3:0            | 3:1          |  |
| 2023/24 | Лига конференций УЕФА | 1/4 финала     | Олимпиакос        | 1:0 (доп. вр.) | 2:3            | 3:3 (2:3 п.) |  |
| 2024/25 | Лига чемпионов УЕФА   | 2-й КР         | Лугано            | 2:1            | 4:3            | 6:4          |  |
| 2024/25 | Лига чемпионов УЕФА   | 3-й КР         | Лилль             | 1:1 (доп. вр.) | 1:2            | 2:3          |  |
| 2024/25 | Лига Европы УЕФА      | Общий этап     | Юнион             | 2:1            | 2:1            | 24-е место   |  |
| 2024/25 | Лига Европы УЕФА      | Общий этап     | Твенте            | 1:1            | 1:1            | 24-е место   |  |
| 2024/25 | Лига Европы УЕФА      | Общий этап     | Манчестер Юнайтед | 1:1            | 1:1            | 24-е место   |  |
| 2024/25 | Лига Европы УЕФА      | Общий этап     | АЗ                | 1:3            | 1:3            | 24-е место   |  |
| 2024/25 | Лига Европы УЕФА      | Общий этап     | Славия (Прага)    | 2:1            | 2:1            | 24-е место   |  |
| 2024/25 | Лига Европы УЕФА      | Общий этап     | Атлетик Бильбао   | 0:2            | 0:2            | 24-е место   |  |
| 2024/25 | Лига Европы УЕФА      | Общий этап     | Олимпик Лион      | 0:0            | 0:0            | 24-е место   |  |
| 2024/25 | Лига Европы УЕФА      | Общий этап     | Мидтьюлланн       | 2:2            | 2:2            | 24-е место   |  |
| 2024/25 | Лига Европы УЕФА      | Раунд плей-офф | Андерлехт         | 3:0            | 2:2            | 5:2          |  |
| 2024/25 | Лига Европы УЕФА      | 1/16 финала    | Рейнджерс         | 1:3            | 2:0 (доп. вр.) | 3:3 (2:3 п.) |  |
| 2025/26 | Лига чемпионов УЕФА   | 3-й КР         | Фейеноорд         | 5:2            | 1:2            | 6:4          |  |
| 2025/26 | Лига чемпионов УЕФА   | Раунд плей-офф | Бенфика           |                |                |              |  |

## Текущий состав

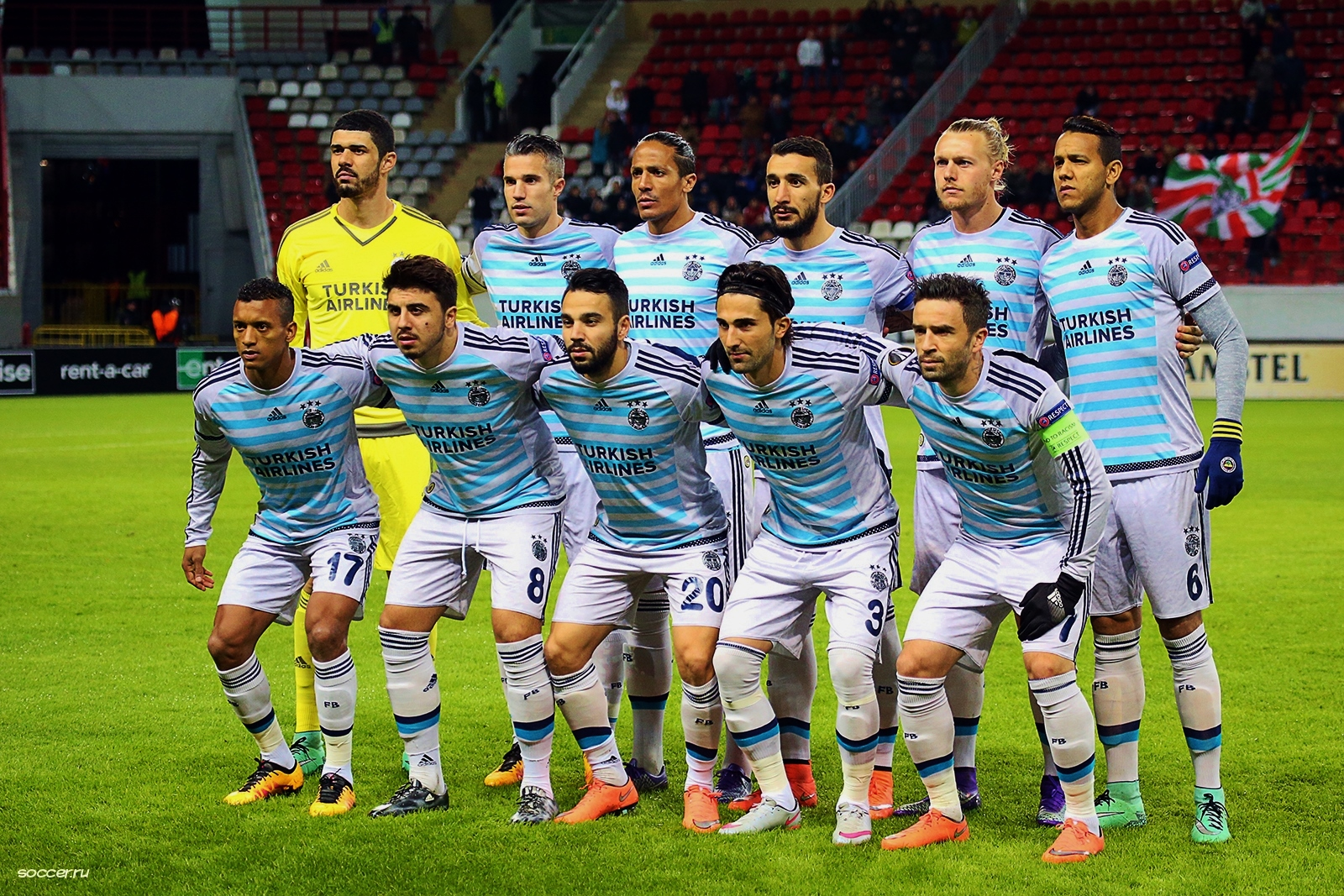
«Фенербахче» в матче 1/16 финала Лиги Европы УЕФА 2015/16 против «Локомотива»

| 30 | Флаг Турции      | Вр  | Ирфан Джан Эгрибаят  | 1998 |  |  |  |  |  |
| 40 | Флаг Хорватии    | Вр  | Доминик Ливакович    | 1995 |  |  |  |  |  |
| 54 | Флаг Турции      | Вр  | Осман Эртугрул Четин | 2003 |  |  |  |  |  |
|    |                  |     |                      |      |  |  |  |  |  |
| 2  | Флаг Турции      | Защ | Чалар Сёюнджю        | 1996 |  |  |  |  |  |
| 3  | Флаг Турции      | Защ | Самет Акайдин        | 1994 |  |  |  |  |  |
| 6  | Флаг Ганы        | Защ | Александер Джику     | 1994 |  |  |  |  |  |
| 16 | Флаг Турции      | Защ | Мерт Мюлдюр          | 1999 |  |  |  |  |  |
| 21 | Флаг Нигерии     | Защ | Брайт Осейи-Сэмюэл   | 1997 |  |  |  |  |  |
| 22 | Флаг Турции      | Защ | Мерджан, Левент      | 2000 |  |  |  |  |  |
| 24 | Флаг Нидерландов | Защ | Джейден Остерволде   | 2001 |  |  |  |  |  |
| 50 | Флаг Бразилии    | Защ | Родриго Бекан        | 1996 |  |  |  |  |  |
|    |                  |     |                      |      |  |  |  |  |  |
| 5  | Флаг Турции      | ПЗ  | Исмаил Юксек         | 1999 |  |  |  |  |  |
| 8  | Флаг Турции      | ПЗ  | Мерт Хакан Яндаш     | 1994 |  |  |  |  |  |

| 11 | Флаг Англии   | ПЗ  | Райан Кент                                | 1996 |  |  |  |  |  |
| 13 | Флаг Бразилии | ПЗ  | Фред                                      | 1993 |  |  |  |  |  |
| 17 | Флаг Турции   | ПЗ  | Ирфан Кахведжи (капитан)                  | 1995 |  |  |  |  |  |
| 18 | Флаг Сербии   | ПЗ  | Филип Костич (в аренде из «Ювентуса»)     | 1992 |  |  |  |  |  |
| 20 | Флаг Турции   | ПЗ  | Дженгиз Ундер                             | 1997 |  |  |  |  |  |
| 28 | Флаг Турции   | ПЗ  | Бартуг Элмаз (в аренде из «Аль-Ахли»)     | 1992 |  |  |  |  |  |
| 34 | Флаг Марокко  | ПЗ  | Софьян Амрабат (в аренде из «Фиорентины») | 1996 |  |  |  |  |  |
| 53 | Флаг Польши   | ПЗ  | Себастиан Шиманьский                      | 1999 |  |  |  |  |  |
| –  | Флаг Турции   | ПЗ  | Бурак Кападжак                            | 1999 |  |  |  |  |  |
|    |               |     |                                           |      |  |  |  |  |  |
| 10 | Флаг Колумбии | Нап | Джон Дуран                                | 2003 |  |  |  |  |  |
| 19 | Флаг Марокко  | Нап | Юссеф Эн-Несири                           | 1997 |  |  |  |  |  |
| 23 | Флаг Турции   | Нап | Дженк Тосун                               | 1991 |  |  |  |  |  |
| 97 | Флаг Франции  | Нап | Аллан Сен-Максимен                        | 1997 |  |  |  |  |  |

## Тренерский штаб
| Должность                       | Имя                                                    |
| ------------------------------- | ------------------------------------------------------ |
| Главный тренер                  | Жозе Моуринью                                          |
| Ассистент главного тренера      |                                                        |
| Тренер вратарей                 | Мурат Озтюрк                                           |
| Тренер                          | Барыш Каракоч Зеки Мурат Гёле Тургай Алтай Арда Кескин |
| Тренер по физической подготовке | Фатих Йылдыз Алпер Асчи                                |

## Стадион

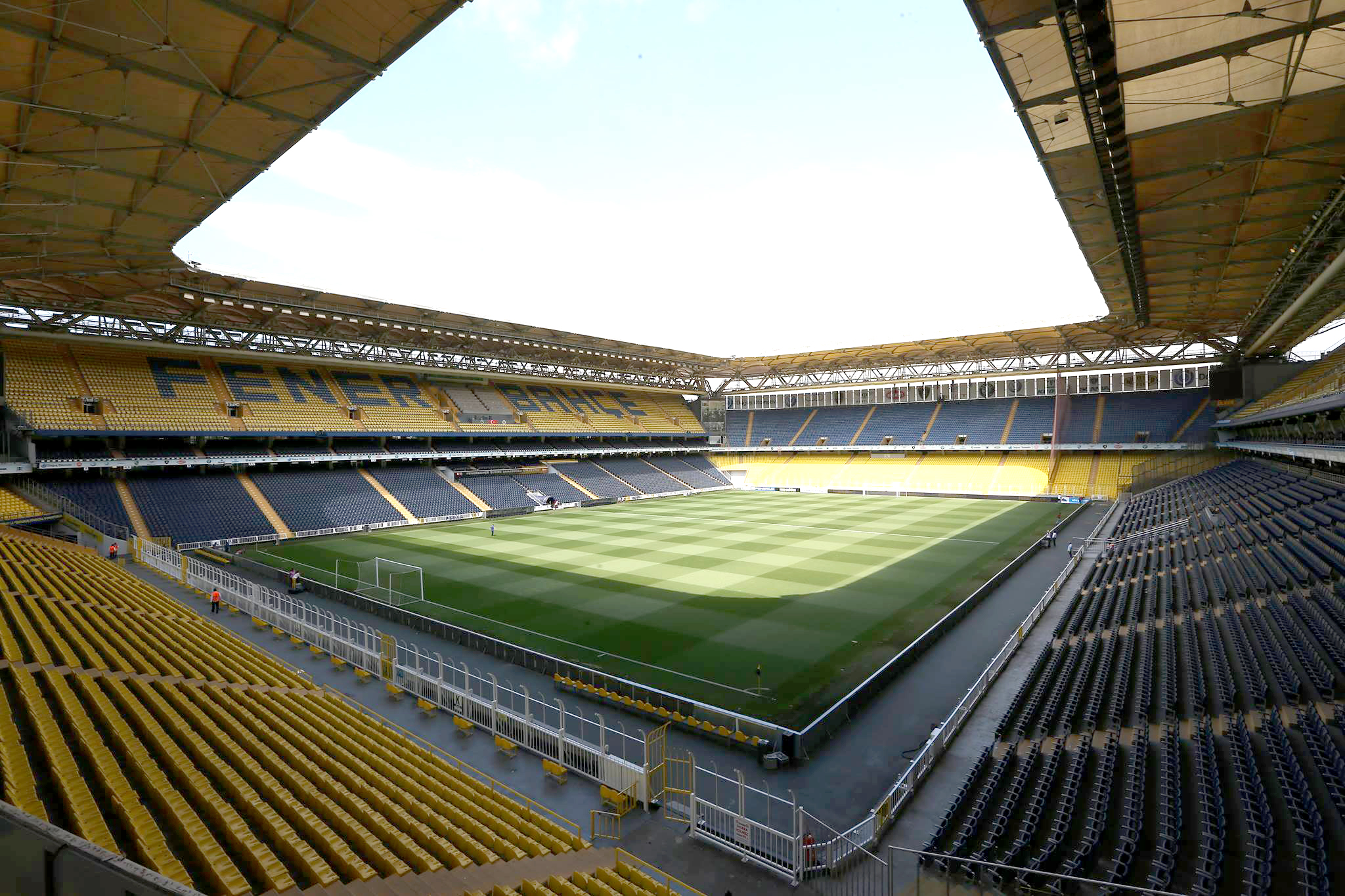
Стадион «Шюкрю Сараджоглу»

«Фенербахче» всю историю играет свои домашние игры на стадионе «Шюкрю Сараджоглу». Стадион был построен в 1908 году, но с тех пор был реконструирован и расширен несколько раз. «Шюкрю Сараджоглу» отличается от большинства турецких футбольных стадионов, тем, что не имеет беговых дорожек. Это позволяет болельщикам сидеть очень близко к полю, что создает особенно впечатляющую атмосферу. Общая вместимость стадиона — 50 509 мест.
22 июля 1998 года стадион, который до этого имел название «Фенербахче стаде», был назван в честь шестого премьер-министра Турции Мехмета Шюкрю Сараджоглу, который также в течение шестнадцати лет (с 1934 по 1950 год) был президентом «Фенербахче».
В сезоне 2008/2009 арене было доверено право на проведение финального поединка Кубка УЕФА, в котором донецкий «Шахтёр» завоевал главный трофей в своей истории. После финала Кубка УЕФА в мае 2009 года началась новая реконструкция — для добавления убирающейся крыши и увеличения вместимости стадиона.

## Музей
«Фенербахче» имеет огромное количество трофеев, по сравнению с другими клубами. Клуб завоевал много трофеев на действующих в настоящее время турнирах и в ряде других, которые были прекращены. Во время турецкой войны за независимость, «Фенербахче» играл против многих команд, созданных оккупационными силами.
Музей перемещался с места на место несколько раз в ходе истории клуба. Только в 21 веке музей был перенесен на «Шюкрю Сараджоглу», открытый 19 октября 2005 года.

## Рекордсмены клуба

### Рекорды игроков

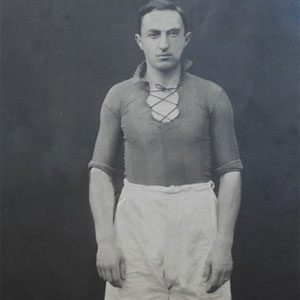
Зеки Риза Спорел — лучший бомбардир за всю историю «Фенербахче»

- Наибольшее количество игр в официальных матчах — Мюздат Еткинер — 763 матча.
- Лучший бомбардир в истории клуба — Зеки Риза Спорел — 470 голов.
- Лучший бомбардир в чемпионате Турции — Айкут Коджаман — 140 голов.
- Наибольшее количество голов в одном матче: 8, совместный рекорд —
  - Зеки Риза Спорел, против «Анадолу», 1931 год
  - Мелих Котанка, против «Топкапы», 1940 год
- Наибольшее количество голов в чемпионате Турции: 6 — Танжу Чолак, против «Каршияка», сезон 1992/93
- Лучший бомбардир в еврокубках — Алекс — 15 голов.
- Наибольшее количество игр в еврокубках — Волкан Демирель — 86 матчей.

#### Игроки с наибольшим количеством матчей
| № | Имя                   | Период    | Матчи | Голы |
| - | --------------------- | --------- | ----- | ---- |
| 1 | Мюждат Еткинер        | 1980—1995 | 763   | 20   |
| 2 | Лефтер Кючюкандонядис | 1947—1964 | 615   | 423  |
| 3 | Шереф Хас             | 1955—1969 | 605   | 168  |
| 4 | Джем Памироглу        | 1976—1986 | 508   | 17   |
| 5 | Рюштю Речбер          | 1994—2007 | 447   | 0    |

#### Игроки с наибольшим количеством голов
| № | Имя                   | Период              | Голы | Матчи | Голов за матч |
| - | --------------------- | ------------------- | ---- | ----- | ------------- |
| 1 | Зеки Риза Спорел      | 1916—1934           | 470  | 352   | 1,335         |
| 2 | Лефтер Кючюкандонядис | 1947—1951 1953—1965 | 423  | 615   | 0,688         |
| 3 | Алааттин Байдар       | 1916—1934           | 362  | 324   | 1,117         |
| 4 | Наджи Бастонджу       | 1934—1947           | 232  | 388   | 0,598         |
| 5 | Фикрет Арыджан        | 1927—1947           | 231  | 406   | 0,569         |

## Главные тренеры
| Год       | Тренер              |
| --------- | ------------------- |
| 1907—1910 | Далаклы Хусейн      |
| 1910—1915 | Галиб Кулаксызоглу  |
| 1915—1921 | Хюсню Каяджан       |
| 1921—1924 | Мустафа Алкатипзаде |
| 1924—1926 | Сами Джошар         |
| 1926—1929 | Хикмет Моджук       |
| 1929—1932 | Неджмеддин Чакар    |
| 1932—1934 | Жозеф Звенк         |
| 1934—1937 | Джеймс Донелли      |
| 1937—1939 | Жозеф Звенк         |
| 1939—1940 | Г.Немец             |
| 1940—1944 | Джон Прайер         |
| 1944—1945 | М. Димитропулос     |
| 1945—1947 | Фикрет Арыджан      |
| 1947—1948 | Игнас Молнар        |
| 1948—1949 | Джихат Арман        |
| 1949—1951 | Петер Моллой        |

| Год       | Тренер               |
| --------- | -------------------- |
| 1951—1953 | Ласло Шекели         |
| 1953—1955 | Жарко Михайлович     |
| 1955—1956 | Имре Маркос          |
| 1956—1957 | Ласло Шекели         |
| 1957—1960 | Игнас Молнар         |
| 1960—1962 | Ласло Шекели         |
| 1962—1964 | Мирко Кокотович      |
| 1964—1965 | Оскар Холд           |
| 1965—1966 | Неждет Эрдем         |
| 1966—1967 | Абдулах Гегич        |
| 1967—1969 | Игнас Молнар         |
| 1969—1970 | Траиан Ионеску       |
| 1970—1971 | Константин Теаша     |
| 1971—1972 | Сабри Кыраз          |
| 1972—1975 | Диди                 |
| 1975—1976 | Абдулах Гегич        |
| 1976—1978 | Томислав Калоперович |

| Год       | Тренер                  |
| --------- | ----------------------- |
| 1978—1979 | Неждет Ниш              |
| 1979—1980 | Зия Шенгюль             |
| 1980—1982 | Фридель Рауш            |
| 1982—1984 | Бранко Станкович        |
| 1984—1985 | Тодор Веселинович       |
| 1985—1986 | Кальман Мешёли          |
| 1986—1987 | Бранко Станкович        |
| 1987—1988 | Паль Чернаи             |
| 1988—1990 | Тодор Веселинович       |
| 1990—1991 | Гуус Хиддинк            |
| 1991—1993 | Йозеф Венглош           |
| 1993—1994 | Хольгер Осиек           |
| 1994—1995 | Томислав Ивич           |
| 1995—1996 | Карлос Алберто Паррейра |
| 1996—1997 | Себастьян Лазарони      |
| 1997—1998 | Отто Барич              |
| 1998—1999 | Йоахим Лёв              |

| Год       | Тренер          |
| --------- | --------------- |
| 1999—2000 | Зденек Земан    |
| 2000—2001 | Мустафа Денизли |
| 2001—2002 | Вернер Лорант   |
| 2002—2003 | Огуз Четин      |
| 2003—2006 | Кристоф Даум    |
| 2006—2008 | Зико            |
| 2008—2009 | Луис Арагонес   |
| 2009—2010 | Кристоф Даум    |
| 2010—2013 | Айкут Коджаман  |
| 2013—2014 | Эрсун Янал      |
| 2014—2015 | Исмаил Картал   |
| 2015—2016 | Витор Перейра   |
| 2016—2017 | Дик Адвокаат    |
| 2017—2018 | Айкут Коджаман  |
| 2018      | Филлип Коку     |
| 2018      | Эрвин Куман     |
| 2018—2020 | Эрсун Янал      |

| Год        | Тренер        |
| ---------- | ------------- |
| 2020—2021  | Эрол Булут    |
| 2021       | Витор Перейра |
| 2022       | Исмаил Картал |
| 2022—2023  | Жоржи Жезуш   |
| 2023—н. в. | Исмаил Картал |

## Болельщики

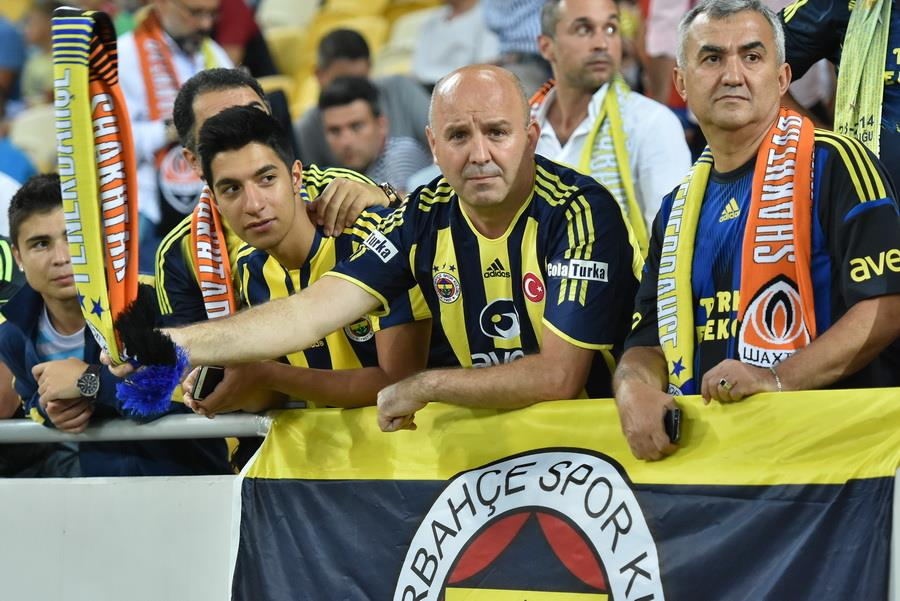
Болельщики «Фенербахче»

По подсчетам аудиторской компании Deloitte, «Фенербахче» на 2017 год являлся самым доходным клубом Турции. Доходы команды составляют 111,3 миллиона евро.
По данным нового исследования агентства «Sport+Markt», на февраль 2009 года «Фенербахче» с 7,3 млн болельщиков занимает семнадцатое место по популярности в Европе.
Турецкие болельщики, которые входят в первую тройку самых агрессивных фанатов в Европе, ведут тотальную войну, как на стадионе, так и на городских улицах. Практически каждая игра «Фенербахче» — «Галатасарай» сопровождается массовыми потасовками, пожарами и повреждёнными сидениями в фанатском секторе. В 80-е годы кровопролитий на главном дерби Турции стало так много, что федерация футбола страны запретила болельщикам этих клубов посещать гостевые дерби.
18 марта 2011 года во встрече 26-го тура чемпионата Турции с «Галатасараем» фанаты «Фенербахче» совместно с болельщиками «Галатасарая» установили новое достижение по уровню шумовой поддержки на спортивных соревнованиях. Они издавали шум, достигший отметки в 131,76 децибела. Такой показатель является лучшим результатом по уровню шумовой поддержки на спортивных соревнованиях. Представители Книги рекордов Гиннесса зафиксировали достижение фанатов.

### Соперничество

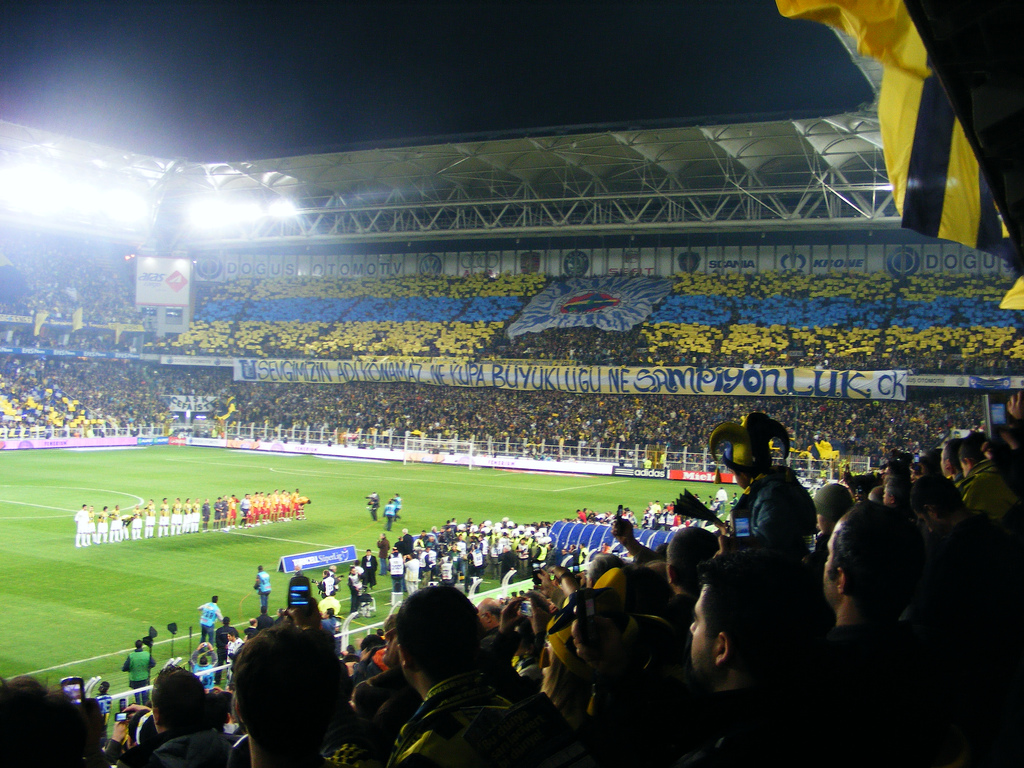
Болельщики во время дерби

Три крупных клуба Стамбула — «Бешикташ», «Галатасарай» и «Фенербахче» — имеют вековую историю соперничества. Основным зрелищем для турок является дерби между «Фенербахче» и «Галатасараем» — это важное футбольное событие в жизни города.
Матч между «Фенербахче» и «Галатасараем» носит название «Межконтинентальное дерби» (тур. Kıtalararası Derbi), и считается одним и самых горячих противостояний не только в Европе, но и во всем мире. Первый базируется в азиатской части города, его традиционно поддерживают небогатые люди из рабочих кварталов, а второй в европейской части, за который болеют более богатые люди с проевропейскими взглядами.
В 1934 году «Фенербахче» провели с «Галатасараем» по одному товарищескому матчу с приглашенными в Турцию иностранными командами. А в третий матч команды вышли в смешанном составе под названием «ФенерСарай». Смешанный цвет двух команд — синий, жёлтый, и красный были цветами форм футболистов этой команды.
В конце 90-х шотландский тренер Грэм Сунесс навсегда внес своё имя в историю главного турецкого дерби. В финале Кубка Турции 1995/1996 его коллектив одолел непримиримого врага и завоевал трофей. От счастья шотландец взял гигантский флаг и вонзил его прямо в газон в центральном круге. Флаг «Галатасарая» был воткнут в газон домашней арены «Фенербахче». Фанаты «львов» моментально прозвали его в честь легендарного турецкого военачальника Хасана Улубатлы, водрузившего флаг Турции в поверженном Константинополе. Но это событие сделало жизнь шотландца в Стамбуле невыносимой. Уже через год он вернулся в Англию, где возглавил «Саутгемптон».
В 2007 году матч предпоследнего тура чемпионата Турции между уже ставшим чемпионом «Фенербахче» и «Галатасараем» превратился в настоящий погром. Фанаты «джимбома» устроили беспорядки на арене и за её пределами. Это дерби стало самым разрушительным в истории. 12 тысяч кресел были выломаны и сожжены, полиция задержала более 150 человек, многие из которых получили тюремные сроки и длительное отстранение от посещения матчей любимых клубов вне зависимости от вида спорта. Если на матчах основных составов «Фенера» и «Джимбома» полиция и спецподразделения научились справляться с проявлениями насилия на трибунах, то на встрече молодёжных команд этого сделать не удалось. В 2010 году во время турецкого «класико» среди игроков не старше 17 лет фанаты «Галатасарая» прорвались на поле и принялись избивать футболистов гостей. В итоге травмы получили 13 игроков.
В марте 2011 года правительство пошло на радикальные меры по борьбе с хулиганами на стадионах. Отныне за проявление расизма фанату грозит шесть лет тюрьмы, а за попытку пронести оружие на арену — год. Также была введена система именных билетов.
5 августа 2022 года клуб был оштрафован УЕФА на сумму в €50 тыс. и наказан частичным закрытием трибун за то, что в ходе матча 2-го квалификационного раунда Лиги чемпионов с киевским «Динамо» фанаты скандировали фамилию действующего президента РФ Владимира Путина, что было расценено руководством УЕФА как провокационное поведение в свете нынешних российско-украинских отношений. «Фенербахче» проиграл на домашнем поле в дополнительное время со счётом 1:2 и выбыл из розыгрыша. Тем не менее «Динамо» также выбыл в раунде плей-офф, проиграв португальской «Бенфике» с общим счётом 5:0. В лиге Европы УЕФА «Фенербахче» и «Динамо» снова оказались вместе в одной группе, а по итогам группового этапа, «Фенербахче» возглавил группу, тогда как «Динамо» занял последнее место и выбыл из дальнейших матчей еврокубков.